# Thể chủ động
Thể chủ động là thể ngữ pháp phổ biến trong nhiều ngôn ngữ trên thế giới. Đây là một dạng chính đối với các mệnh đề bao gồm một ngoại động từ trong các ngôn ngữ sử dụng chủ cách và đối cách (trong đó có tiếng Anh và nhiều ngôn ngữ Ấn-Âu), động từ thường ở dạng chủ động khi chủ ngữ của động từ là người thực hiện hành động.
Trong thể chủ động, chủ ngữ trong câu thực hiện một hành động được diễn tả bằng một động từ chính và do đó nó là một chủ thể. Ví dụ như câu tiếng Anh “The cat ate the fish” (“Con mèo đã ăn con cá”), 'the cat' là chủ thể thực hiện hành động ăn. Ngược lại trong câu bị động, chủ ngữ nhận hành động, chẳng hạn như trong câu “The fish was eaten by the cat” (“Con cá đã bị con mèo ăn”). Việc sử dụng cả thể chủ động và bị động tăng cường tính linh hoạt trong cấu trúc câu, cho phép chủ thể ngữ nghĩa hoặc bị thể đảm nhận vai trò cú pháp của chủ ngữ.
Ngay cả trong câu có các động từ không ngôi (một câu không xác định được chủ thể), động từ vẫn giữ nguyên dạng chủ động, ví dụ như “Trời mưa”.